# 瓦狀角金線魮
瓦狀角金線魮，又稱瓦狀角金線䰾（学名：Sinocyclocheilus tileihornes）为輻鰭魚綱鯉形目鲤科金線魮屬的其中一種。分布於亞洲中國雲南省羅平縣地下河流域，棲息在底中層水域，生活習性不明。

## 扩展阅读
維基物種上的相關：瓦狀角金線魮